# Ben Daniels
Ben Daniels, angleški igralec, * 10. junij 1964, Nuneaton, Warwickshire, Anglija.                                                                                                                                                              
Daniels je bil sprva scenski igralec nominiran za nagrado Oliveria za najboljšega igralca v filmu Never the Sinner (1991), nagrado Evening Standard za najboljšega igralca 900 Oneonta (1994) in za najboljšega igralca v filmu M.E.N. Gledališke nagrade za Martin yesterday (1998) in leta 2001 je prejel nagrado Oliverja za najboljšega iigralca v vlogi za uprizoritev v predstavi Arthurja Milerja Every Mu Sons. 
Leta 2008 je Daniels svoj broadwayski debitant posnel v reviji Les Liaisons Dangereuses, za katero je bil vodilni igralec v predstavi nominiran za nagrado Tony, za najboljšo predstavo. Daniels je igral tudi v priljubljenih televizijskih serijah, vključno z Cutting It (2002–04), Virigin Queen (2005), Law & Order: UK (2009–11), Paradise (2013), House of Cards (2013–14) in The Exorcist (2016–17). 
Leta 2000 je Daniels igral v filmu Britannic kot častnik Townsed. 1. aprila 2018 je igral v televizijski oddaji NBC v živo Andrewa Llyoda Webberja in z rock opere Tima Ricea Jesus Christ Superstar kot Pontius Pilate. 20. junija 2018 je TVLine razkril, da bo Daniels v 3. sezoni Netfixove serije The Crown igral AntonyjaArmstronga-Jonesa, 1. grofa Snowdona. 11. februarja 2019 je bilo objavljeno, da bo Daniels v prihajajoči Netfliksovi superherojski seriji Jupiter legacy, igral vlogo Walterja Sampsona. 
Njegov partner je Ian Gelder, ki je tudi igralec. 